# 唐娜·德瓦罗纳
唐娜·德瓦罗纳（英語：Donna de Varona，1947年4月26日—），美国女子游泳运动员。她曾代表美国参加1960年和1964年夏季奥林匹克运动会游泳比赛，其中1964年奥运会获得二枚金牌。